# جيش الإمام
جيش الإمام (بالتركية: Imamın Ordusu)‏ هو كتاب تحليلي للصحفي التركي أحمد شيك يستقصي فيه ما يقوم به فتح الله جولن من خلال حركة غولن. اعتُقل شيك في آذار/مارس 2011 قبل نشر الكتاب الذي تمّ الاستيلاء عليهِ من قبل الحكومة ثم حظره بدعوى أنه «غير قانوني» بسبب أنهُ تابع للتنظيم السرّي منظمة إرغينكون. ظل شيك مُحتجزًا في انتظار المحاكمة ثم صدر الحكم في نهاية المطاف في مارس/آذار 2012. في هذه الأثناء؛ وبعدَ تشديد الرقابة في تركيا؛ صدرت نُسخة من الكتاب في نوفمبر/تشرين الثاني 2011 تحت اسم 000 كتاب الذي حرره 125 صحفيًا وأكاديميًا وناشطًا حقوقيًا فيما تكفلت دار نشر بوستاشي بعملية النشر.

## الأحداث
بحلول 3 آذار/مارس 2011؛ احتُجزَ أحد عشر شخصًا في اسطنبول وأنقرة، بما في ذلك الصحفييْنِ أحمد شيك ونديم شينير. بعد بثلاثة أيام؛ أُلقيَ القبض مجددًا على سبعة أشخاص بتهمة أنهم كانوا أعضاء في منظمة إرغينكون السرية. في 23 آذار/مارس قضت محكمة في إسطنبول بمصادرة كتاب جيش الإمام، لكن وبالرغم من ذلك ففي الأول من نيسان/أبريل 2011 تمكّن أشخاص غير معروفين من نشرِ الكتاب على شبكة الإنترنت،  وقد حُملت أكثر من 200.000 نسخة في وقتٍ قصير.

## ملخص
الكتاب يتناول المجتمع الديني التركية الداعية الإسلامي والإمام السابق فتح الله غولن، وعادة ما يشار إليها باسم حركة غولن. هذا الواقع أدى إلى شكوك بأن Şık اعتقل بسبب محتوى الكتاب، بدلا من تورطه المزعوم ايرجينيكون المنظمة التي كان يعمل كصحفي لفضح.
المؤلف المشارك أحمد Şık في وقت سابق كتب على ايرجينيكون أرطغرل Mavioğlu ، ملخص الكتاب.
في الكتاب هناك مقاطع طويلة على الحياة من فتح الله جولن، الواردة بالفعل في العديد من المقالات والكتب، ولكن الكتاب يقدم المزيد من التفاصيل بشأن النزاع بين نجم الدين أربكان وحزب الحركة القومية (MHP). كتاب كما يعرض اعترافات أحد مؤسسي Akyazılı مؤسسة في عام 1966 أصبح أساس إنشاء حركة غولن. الكتاب يفسر أيضا كيف غولن تطوير المدارس تستخدم بعض المؤسسات الإعلامية.
تتعلق الحكومة من حكم حزب العدالة والتنمية (حزب العدالة والتنمية)، الكتاب تفاصيل الدفعة من أعضاء غولن في المجتمع التركي البيروقراطية. السؤال هو عما إذا كان المجتمع يشمل معظم أعضاء وحدة مسلحة من الشرطة. الديمقراطية تركيا منتدى ترجمة بعض المقاطع من الكتاب إلى اللغة الإنجليزية.
في مشروع الكتاب، Şık تعتمد على مصادر أخرى، بما في ذلك النقل على نطاق واسع من التقارير الاستخباراتية من قبل حزب العدالة والتنمية جاء إلى السلطة في عام 2002 والمزيد من العمل مؤخرا من قبل البعض من الصحفيين والمحللين. أنصار غولن «الكتاب يهدف إلى خلق ضجة كبيرة، بدلا من تقديم معلومات موضوعية».